# Tetrapterys helianthemifolia
Tetrapterys helianthemifolia är en tvåhjärtbladig växtart som beskrevs av August Heinrich Rudolf Grisebach. Tetrapterys helianthemifolia ingår i släktet Tetrapterys och familjen Malpighiaceae. Inga underarter finns listade i Catalogue of Life.